# Dischistocalyx lithicola
Dischistocalyx lithicola là một loài thực vật có hoa trong họ Ô rô. Loài này được Champl. & Ngok mô tả khoa học đầu tiên năm 2003.